# Finales de la NBA de 1984
Las Finales de la NBA de 1984 fueron las series definitivas de los playoffs de 1984 y suponían la conclusión de la temporada 1983-84 de la NBA, con victoria de Boston Celtics, campeón de la Conferencia Este, sobre Los Angeles Lakers, campeón de la Conferencia Oeste.
Es considerada la mejor serie de finales en la Historia de la NBA y marca la reafirmación de la clásica y más grande rivalidad de la NBA, entre los Boston Celtics y Los Angeles Lakers.
Fueron las primeras Finales entre Lakers y Celtics en la era Magic Johnson-Larry Bird, comenzada cuando ambos entraron en la liga en 1979. Los Celtics se hicieron con el campeonato en siete partidos, y Larry Bird fue nombrado MVP de las Finales al promediar 27 puntos y 14 rebotes durante las series. Ese año, Bird también fue galardonado con el MVP de la temporada.
Las series fueron disputadas con un horario singular, debido a los antojos de la televisión. El primer duelo se jugó una tarde de domingo en Boston, cerca de 36 horas después de que los Lakers eliminaran a Phoenix Suns en las Semifinales de la Conferencia Oeste. El segundo partido no se celebró hasta el jueves, y el tercero se hizo la tarde del domingo en Los Ángeles. Los equipos descansaron dos días más y regresaron al trabajo la noche del miércoles. El quinto partido se disputó la noche del viernes en Boston, el sexto la tarde del domingo en Los Ángeles y el séptimo la noche del martes en Boston.
Al año siguiente, el formato de las Finales cambió a un 2-3-2, con el equipo con mejor récord en temporada regular acogía los partidos 1, 2, 6 y 7. El cambio en el formato se produjo tras las quejas de Red Auerbach por los constantes viajes durante las Finales.

## Resumen
| Partido | Fecha       | Equipo local | Resultado     | Equipo visitante |
| ------- | ----------- | ------------ | ------------- | ---------------- |
| 1       | 27 de mayo  | Boston       | 109-115       | Los Angeles      |
| 2       | 31 de mayo  | Boston       | 124-121 (pr.) | Los Angeles      |
| 3       | 3 de junio  | Los Ángeles  | 137-104       | Boston           |
| 4       | 6 de junio  | Los Ángeles  | 125-129 (pr.) | Boston           |
| 5       | 8 de junio  | Boston       | 121-103       | Los Ángeles      |
| 6       | 10 de junio | Los Angeles  | 119-108       | Boston           |
| 7       | 12 de junio | Boston       | 111-102       | Los Angeles      |

Celtics ganan las series 4-3

### Partido 1
| 27 de mayo                         | Los Angeles Lakers                                                         | 115–109      | Boston Celtics                                          | |  |  |
|                                    | Parciales: 34–22, 31–30, 27–36, 23–21                                      |              |                                                         | |  |  |
|                                    | Estadísticas Kareem Abdul-Jabbar 32 Kareem Abdul-Jabbar 8 Magic Johnson 10 | Pts Reb Asts | Estadísticas Kevin McHale 25 Larry Bird 14 Larry Bird 5 | Pabellón: Boston Garden, Boston, Massachusetts Asistencia: 14,890 espectadores Árbitros: - N.º 25 Hugh Evans - N.º 8 John Vanak Televisión: CBS |  |  |
| Los Angeles lidera las series, 1–0 |                                                                            |              |                                                         | |  |  |
|                                    |                                                                            |              |                                                         | |  |  |

Hacía 15 años que los Lakers no se enfrentaban a los Celtics en unas Finales, y en las siete ocasiones que lo habían hecho a lo largo de la historia, en ninguna resultaron vencedores. Los Lakers abrieron la serie con una victoria por 115-109 en el Boston Garden, con 32 puntos, 8 rebotes, 5 asistencias y 2 tapones de un Kareem Abdul-Jabbar aquejado por unas migrañas.

### Partido 2
| 31 de mayo            | Los Angeles Lakers                                             | 121–124      | Boston Celtics                                                       | |  |  |
|                       | Parciales: 26–36, 33–25, 28–29, 26–23 (T.E.: 8–11)             |              |                                                                      | |  |  |
|                       | Estadísticas James Worthy 29 Magic Johnson 10 Magic Johnson 10 | Pts Reb Asts | Estadísticas Larry Bird 27 Larry Bird 13 Ainge, Henderson 5 cada uno | Pabellón: Boston Garden, Boston, Massachusetts Asistencia: 14,890 espectadores Árbitros: - N.º 14 Jack Madden - N.º 11 Jake O'Donnell Televisión: CBS |  |  |
| Series empatadas, 1–1 |                                                                |              |                                                                      | |  |  |
|                       |                                                                |              |                                                                      | |  |  |

En el segundo choque, los Lakers mandaban en el marcador por 113-111 a falta de 18 segundos para el final cuando Gerald Henderson interceptó un pase de James Worthy y anotó una bandeja que igualaba el partido. En la siguiente jugada, Magic Johnson inexplicablemente agotó la posesión sin intentar un lanzamiento a canasta y el partido se fue a la prórroga. En ella, los Celtics vencieron y empataron las series.

### Partido 3
| 3 de junio                         | Boston Celtics                                               | 104–137      | Los Angeles Lakers                                                    | |  |  |
|                                    | Parciales: 26–29, 20–28, 33–47, 25–33                        |              |                                                                       | |  |  |
|                                    | Estadísticas Larry Bird 30 Robert Parish 12 Cedric Maxwell 5 | Pts Reb Asts | Estadísticas Kareem Abdul-Jabbar 24 Magic Johnson 11 Magic Johnson 21 | Pabellón: The Forum, Inglewood, California Asistencia: 17,505 espectadores Árbitros: - No. 22 Paul Mihalak - No. 12 Earl Strom Televisión: CBS |  |  |
| Los Angeles lidera las series, 2–1 |                                                              |              |                                                                       | |  |  |
|                                    |                                                              |              |                                                                       | |  |  |

En el tercer partido, los Lakers se pusieron por delante en las Finales con una fácil victoria por 137-104. Magic Johnson repartió 21 asistencias, un récord en un partido de las series finales. Tras la peor derrota en playoffs en la historia de los Celtics, Larry Bird dijo que su equipo había jugado como "mariquitas".

### Partido 4
| 6 de junio            | Boston Celtics                                             | 129–125      | Los Angeles Lakers                                                    | |  |  |
|                       | Parciales: 32–33, 26–35, 30–22, 25–23 (T.E.: 16–12)        |              |                                                                       | |  |  |
|                       | Estadísticas Larry Bird 29 Larry Bird 21 Dennis Johnson 14 | Pts Reb Asts | Estadísticas Kareem Abdul-Jabbar 32 Magic Johnson 11 Magic Johnson 17 | Pabellón: The Forum, Inglewood, California Asistencia: 17,505 espectadores Árbitros: - No. 10 Darell Garretson - No. 20 Jess Kersey Televisión: CBS |  |  |
| Series empatadas, 2–2 |                                                            |              |                                                                       | |  |  |
|                       |                                                            |              |                                                                       | |  |  |

A falta de un minuto para el final del cuarto partido, los Lakers poseían una ventaja de cinco puntos, pero varios errores como un mal pase de Magic Johnson a Robert Parish igualó el encuentro y más tarde se tradujo en victoria de los Celtics por 129-125 en la prórroga. Johnson fue llamado "Tragic Johnson" por los aficionados de los Celtics debido a los dos errores cruciales que cometió en el cuarto duelo (el robo de Parish y dos tiros libres fallados en el tiempo suplementario). Larry Bird anotó una canasta vital con menos de un minuto para el final de la prórroga, y acto seguido M.L. Carr se anticipó a un pase de James Worthy y sumó dos puntos más para su equipo con un mate. El partido también estuvo marcado por los enfrentamientos entre Kevin McHale y Kurt Rambis, y  Bird y Abdul-Jabbar. También Cedric Maxwell se apuntó a la polémica, llevándose las manos al cuello tras un tiro libre fallado por James Worthy, simbolizando que el jugador de los Lakers se "asfixiaba" bajo presión. Bird empujó a Michael Cooper a la línea de fondo tras un saque durante el segundo cuarto.

### Partido 5
| 8 de junio                    | Los Angeles Lakers                                          | 103–121      | Boston Celtics                                              | |  |  |
|                               | Parciales: 26–26, 27–29, 24–33, 26–33                       |              |                                                             | |  |  |
|                               | Estadísticas James Worthy 22 Kurt Rambis 9 Magic Johnson 13 | Pts Reb Asts | Estadísticas Larry Bird 34 Larry Bird 17 Gerald Henderson 9 | Pabellón: Boston Garden, Boston, Massachusetts Asistencia: 14,890 espectadores Árbitros: - No. 25 Hugh Evans - No. 12 Earl Strom - No. 9 John Vanak (alternate, replaced Evans) Televisión: CBS |  |  |
| Boston lidera las series, 3–2 |                                                             |              |                                                             | |  |  |
|                               |                                                             |              |                                                             | |  |  |

En el quinto encuentro, los Celtics se adelantaban en las series por 3-2 al derrotar a los Lakers por 121-103 con 34 puntos de Bird. El partido fue conocido como el "Heat Game", ya que se jugó bajo un calor asfixiante y sin aire acondicionado en el Boston Garden. Los Celtics no calentaron con el pantalón de chándal debido al extremo calor, y fueron proporcionados tubos de oxígeno para dar aire a los exhaustos jugadores. También fue la última vez que un equipo con ventaja de campo en las Finales de la NBA jugaba el quinto encuentro en su pabellón. Al año siguiente, la NBA adoptó el formato 2-3-2 con el quinto choque en casa del equipo sin ventaja de campo.

### Partido 6
| 10 de junio           | Boston Celtics                                        | 108–119      | Los Angeles Lakers                                                          | |  |  |
|                       | Parciales: 33–29, 32–30, 22–24, 21–36                 |              |                                                                             | |  |  |
|                       | Estadísticas Larry Bird 28 Larry Bird 14 Larry Bird 8 | Pts Reb Asts | Estadísticas Kareem Abdul-Jabbar 30 Kareem Abdul-Jabbar 10 Magic Johnson 10 | Pabellón: The Forum, Inglewood, California Asistencia: 17,505 espectadores Árbitros: - No. 14 Jack Madden - No. 11 Jake O'Donnell Televisión: CBS |  |  |
| Series empatadas, 3–3 |                                                       |              |                                                                             | |  |  |
|                       |                                                       |              |                                                                             | |  |  |

Los Lakers igualaban las Finales y viajaban a Boston para disputar el partido decisivo. Los Lakers respondieron ante las duras tácticas de los Celtics y se llevaron el partido por 119-108. Abdul-Jabbar anotó 30 puntos. Después del partido, un aficionado de los Lakers arrojó una cerveza al jugador de los Celtics M.L. Carr cuando éste abandonaba la cancha.

### Partido 7
| 12 de junio                 | Los Angeles Lakers                                          | 102–111      | Boston Celtics                                                   | |  |  |
|                             | Parciales: 30–30, 22–28, 26–33, 24–20                       |              |                                                                  | |  |  |
|                             | Estadísticas James Worthy 21 Kurt Rambis 9 Magic Johnson 15 | Pts Reb Asts | Estadísticas Cedric Maxwell 24 Robert Parish 16 Cedric Maxwell 8 | Pabellón: Boston Garden, Boston, Massachusetts Asistencia: 14,890 espectadores Árbitros: - No. 10 Darell Garretson - No. 12 Earl Strom Televisión: CBS |  |  |
| Boston gana las series, 4–3 |                                                             |              |                                                                  | |  |  |
|                             |                                                             |              |                                                                  | |  |  |

En el partido decisivo el calor no fue tan agobiante como en el quinto duelo. Los Celtics estuvieron liderados por Cedric Maxwell, quien anotó 24 puntos, capturó 8 rebotes y repartió 8 pases de canasta. Durante el partido, los Lakers llegaron a ir perdiendo por 14 puntos, acortando la distancia a tres a falta de un minuto para el final. Los Celtics consiguieron el triunfo por 111-102 y Larry Bird fue nombrado MVP de las Finales de la NBA. Los Celtics seguían imbatibles ante los Lakers, ganando las ocho Finales en la que ambos equipos se habían enfrentado en la historia.